# عباس قریب (معمار)
عباس قریب، (زاده ۲۶ خرداد ۱۳۲۱) یک معمار ایتالیایی ایرانی‌تبار است. رویکرد او تدریس و طراحی است که فراتر از سنت مدرنیسم یا «فرمت معاصر» می‌رود. او همچنین به عنوان یک چهره با نفوذ در ساخت، تحقیق، عمل و آموزش هنر و معماری «فرامعاصر» شناخته شده است.

## نگارخانه

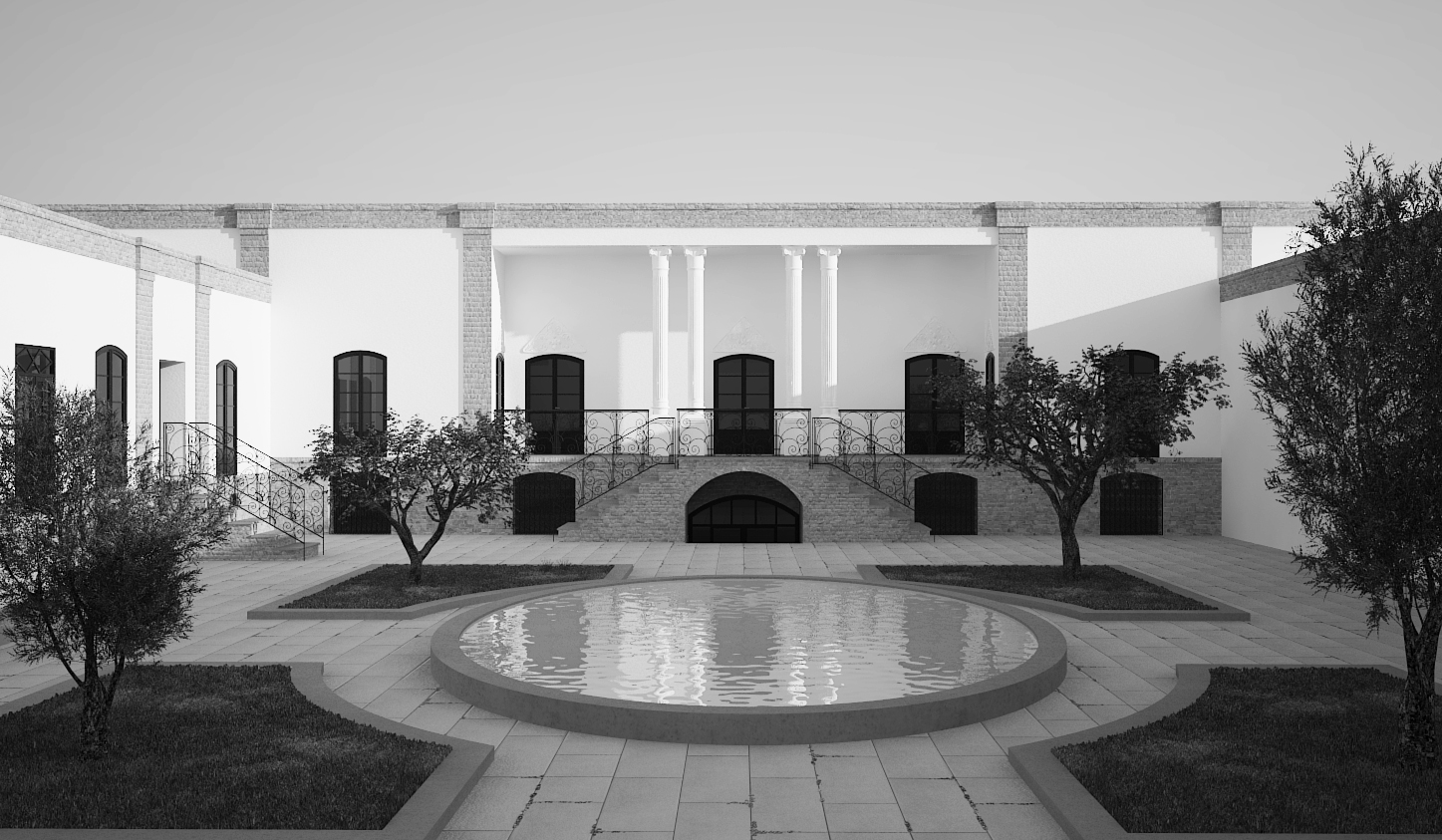
او در طول ۱۹۵۱ اینجا زندگی می‌کرده است.
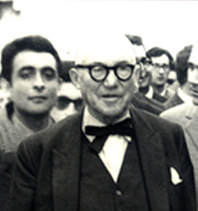
آوریل ۱۹۶۵ همراه با لوکوربوزیه، دانشگاه IUAV ونیز، ایتالیا
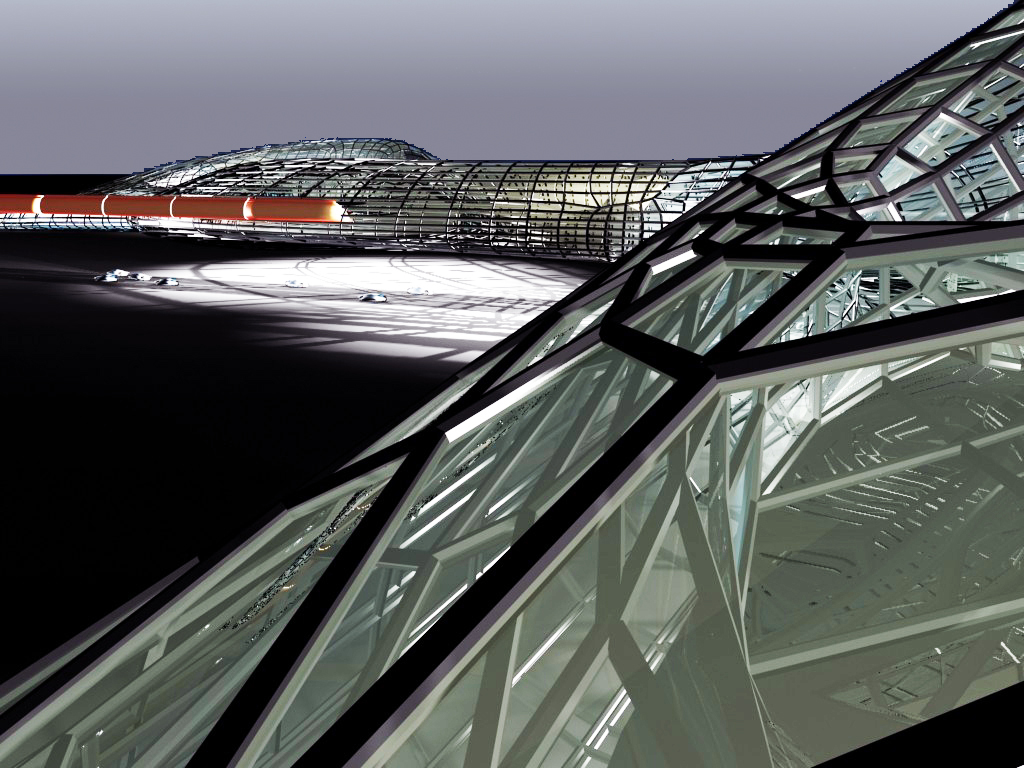
پل مرکز فرهنگ و هنر:[۴] «سیال، انعطاف‌پذیر و پویا»
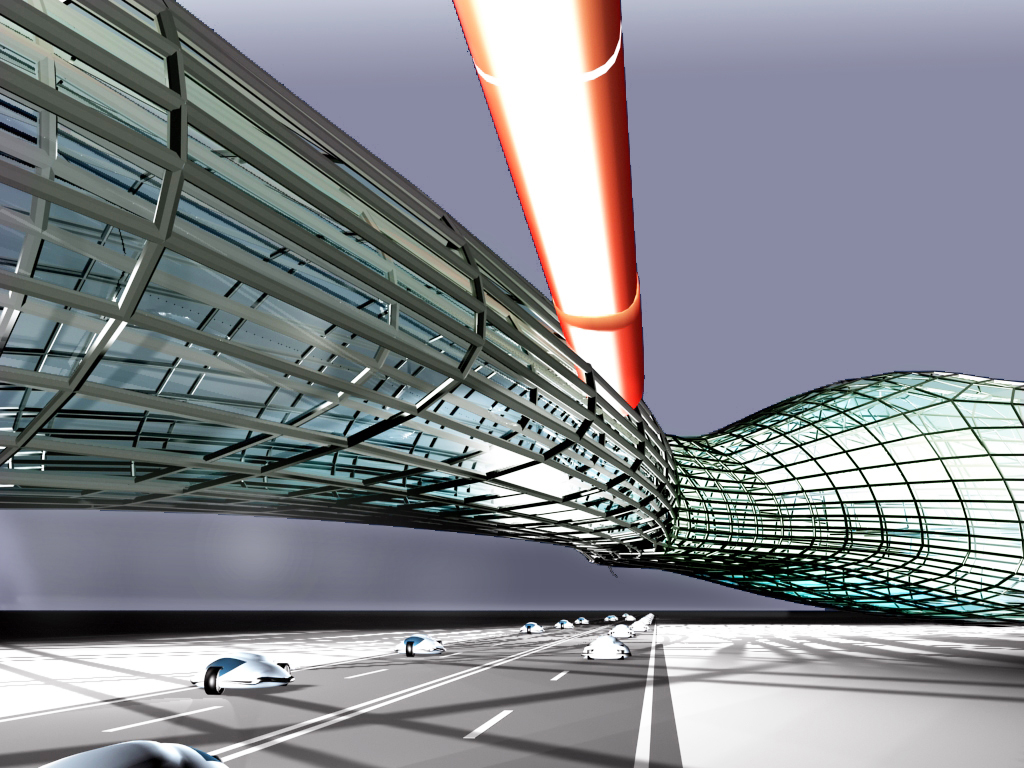
پل مرکز فرهنگ و هنر:
«ادامه‌دار، هموار و ناهمگن»